# Gruber + Kleine-Kraneburg
Gruber + Kleine-Kraneburg Architekten ist ein deutsches Architekturbüro in Frankfurt am Main und von 1995 bis 1999 zusätzlich in Berlin.

## Geschichte

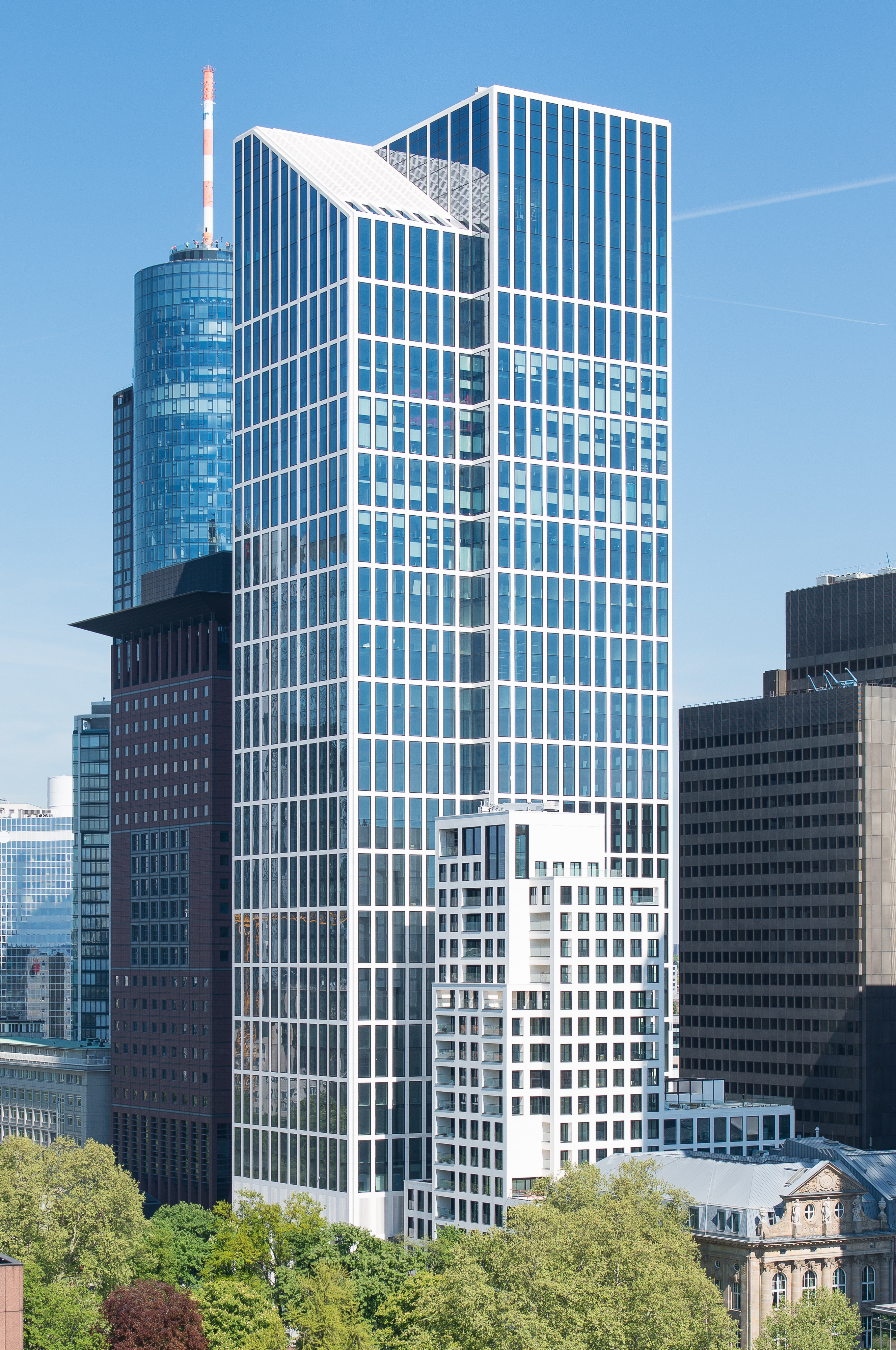
Taunusturm in Frankfurt am Main

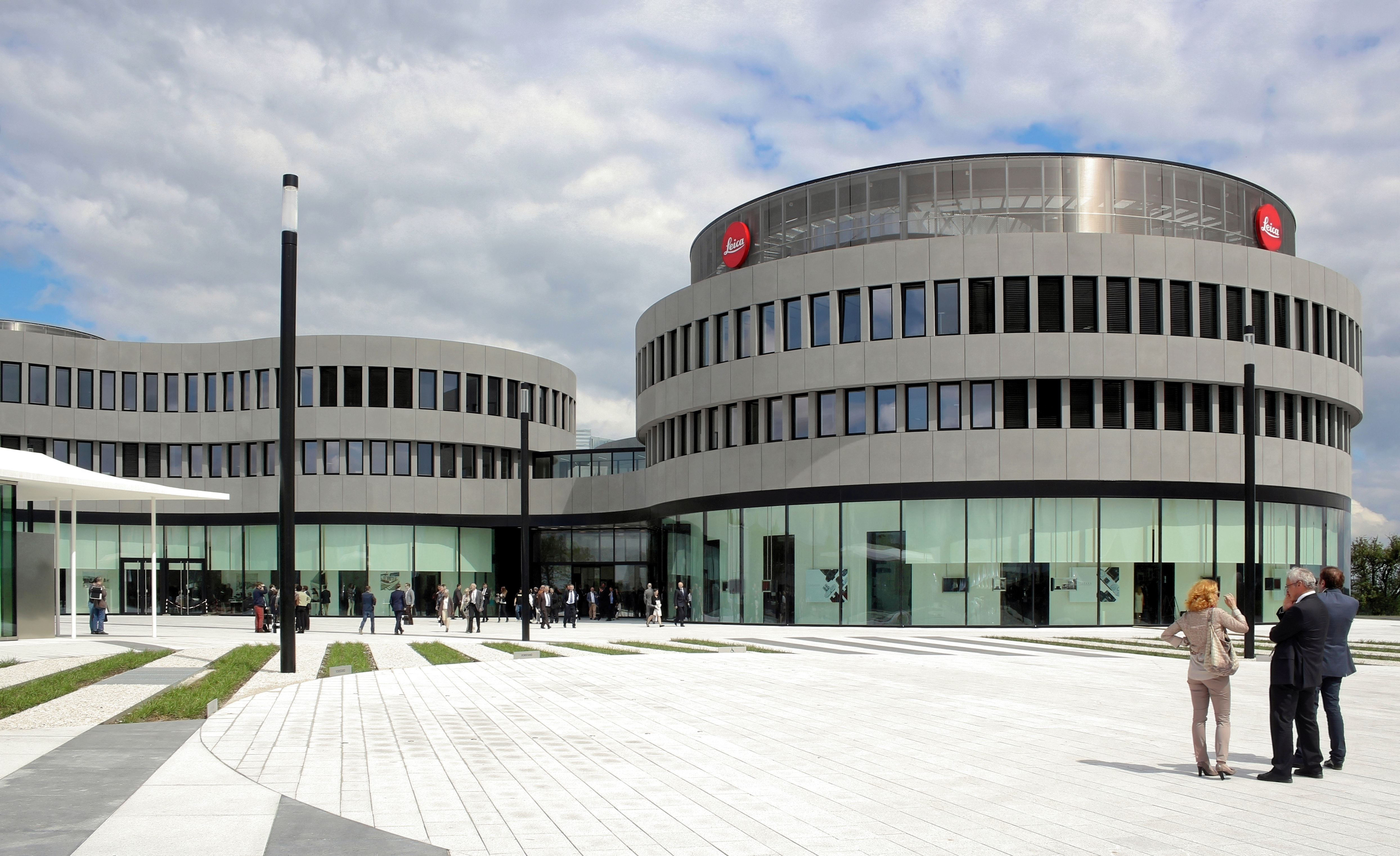
Neubau der Leica-Welt in Wetzlar – Fassade vom Zentralen Platz

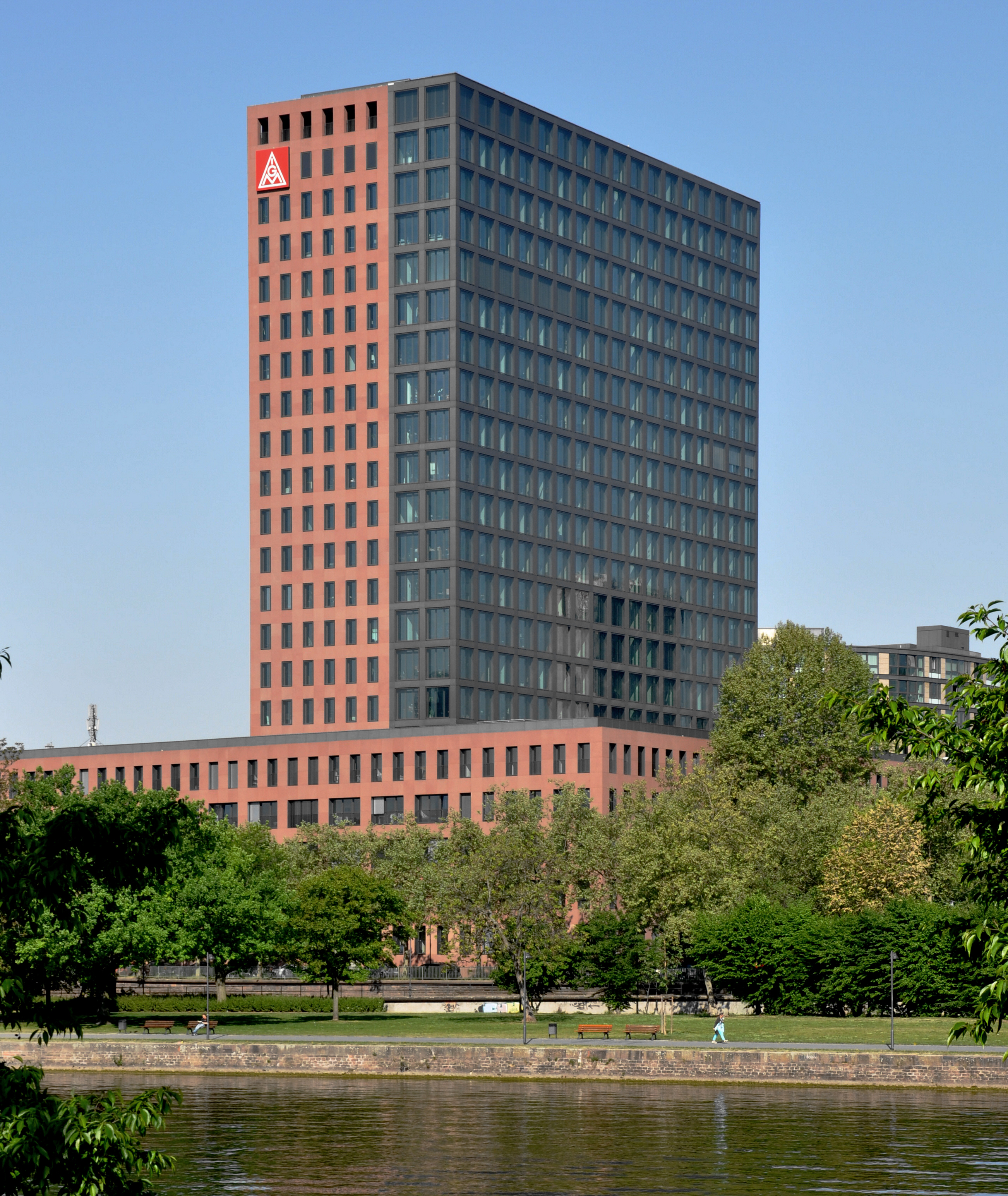
Main Forum in Frankfurt am Main

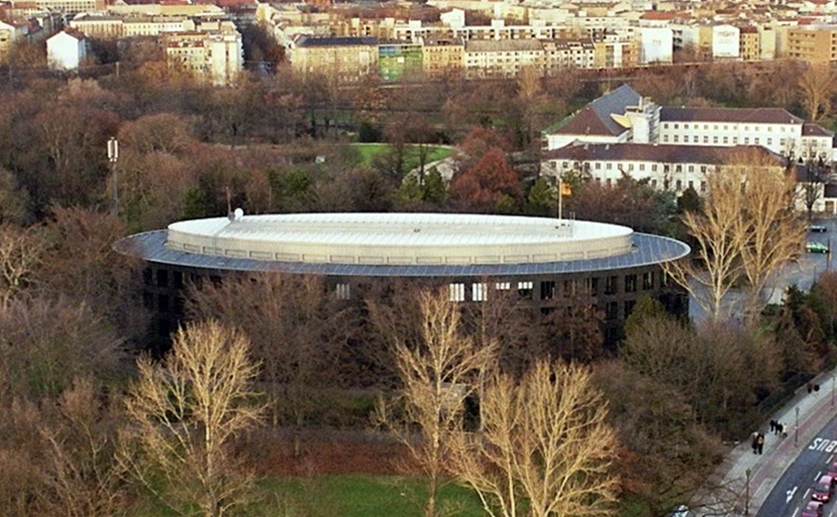
Bundespräsidialamt in Berlin

Gruber + Kleine-Kraneburg wurde 1995 von den Architekten Martin Gruber (* 1963) und Helmut Kleine-Kraneburg (* 1961) gegründet. Beide Gründer waren vorher Mitarbeiter im Büro von Oswald Mathias Ungers in Frankfurt am Main. Zu den Aufgabengebieten von Gruber + Kleine-Kraneburg gehören u. a. Hochhäuser und Verwaltungsgebäude, aber auch Wohnhäuser. Ausgehend von geometrischen Formen und am menschlichen Maß bestimmten Proportionen, orientiert sich die Arbeit des Büros an Kontext und Funktionalität des Ortes mit großem Augenmerk auf Materialien, Struktur und Beleuchtung. So wirken sie in ihrer Strenge auch immer emotional.
Bekannte Bauten sind unter anderem das Bundespräsidialamt (1998) in Berlin, das Main Forum (2003), die Leica-Welt (2014) und der Taunusturm (2014) in Frankfurt am Main.
Seit seiner Gründung hat das Büro Wettbewerbe gewonnen und Preise erhalten.

## Werke (Auswahl)
- 2018: Leitz-Park, Wetzlar
- 2014: Leica Camera Headquarters, Wetzlar
- 2014: Taunusturm, Frankfurt am Main
- 2013: Revitalisierung Oskar-von-Miller-Str. (ehemaliges Arbeitsamt), Frankfurt am Main
- 2010: Leitz-Park, Produktions- und Verwaltungsgebäude (1. Bauabschnitt), Wetzlar
- 2009: Villa am Park, Bad Soden
- 2007: IHK – Umbau Foyer und Servicezentrum, Offenbach
- 2005: Besucherzugang Bundespräsidialamt, Berlin
- 2004: Haus Welker, Frankfurt am Main
- 2003: Main Forum (IG-Metall-Hochhaus), Frankfurt am Main
- 2003: Haus Rinck, Frankfurt am Main
- 2002: Haus Wetzstein, Karlsbad
- 1998: Bundespräsidialamt, Berlin
- 1997: Haus Barwich/Schormann, Neustadt an der Weinstraße

## Planungen, Entwürfe (Auswahl)
- 2010: Revitalisierung Turmcenter, Frankfurt (Gutachten 2010)
- 2004: Büro- und Wohnhaus an der Hafenstraße, Frankfurt am Main (Bauantrag 2004)
- 2004: Hochhaus Staatsbibliothek, Berlin (in Planung)

## Wettbewerbe (Auswahl)
Die folgende Liste führt eine Auswahl von Auszeichnungen auf, die Gruber + Kleine-Kraneburg erhalten hat.
- 2021: Neue Mitte Thon, Nürnberg (3. Preis)
- 2020: Neubau Hochhaus Ost, Karlsruhe (2. Preis)
- 2020: Campus für die Zentrale der Deutschen Bundesbank, Frankfurt am Main
- 2020: Neue Wache Bundespräsidialamt, Berlin
- 2015: Wohnhochhaus, Europaviertel, Baufeld 26 Nord, Frankfurt am Main
- 2014: Tower 1, Bürohochhaus mit Hotel, Frankfurt am Main, Anerkennung
- 2014: Bürohaus mit Hotelkomplex Europa-Allee, Frankfurt am Main
- 2011: Henninger Turm, Frankfurt am Main. Anerkennung
- 2009: Kulturpark Alzenau, Frankfurt am Main
- 2009: Siemens Logistikcenter, Duisburg
- 2008: Humboldt-Forum/Wiedererrichtung des Schlosses, Berlin
- 2008: Kongress- und Tagungshotel, Oberursel
- 2007: Stadthalle Reethus, Rheda-Wiedenbrück
- 2007: Historisches Museum, Frankfurt am Main
- 2007: Tower 185, Frankfurt am Main
- 2007: Osthafenbrücke/Rampenbauwerk Honsellstraße, Frankfurt am Main
- 2006: Deutscher Bundestag – Herrichtung und Erweiterung des Dienstgebäudes Dorotheen-/Wilhelmstr. in Berlin (Ankauf)
- 2005: Technisches Rathaus Frankfurt am Main – Städtebaulicher Ideenwettbewerb
- 2005: Bundesministerium des Innern, Berlin
- 2005: Schule und Besucherzentrum des BND, Berlin
- 2005: Private Public Partnership Finanzzentrum, Kassel
- 2005: Erweiterung Bundeskriminalamt, Berlin-Treptow
- 2004: Hochschule für Fernsehen und Film, München
- 2004: Staatsbibliothek zu Berlin – Neubau eines Magazingebäudes
- 2004: Westarkade der KfW Frankfurt am Main. Ankauf
- 2003: Kulturforum Potsdamer Platz Berlin – Bebauungsstudie
- 2003: Neubau Pflegeheim Bozen-Rosenbach, Italien. Anerkennung
- 2003: Erweiterung Bundesministerium für Verbraucherschutz, Ernährung und Landwirtschaft Berlin. 4. Preis
- 2001: Neubau Restaurant Nizza am Main in Frankfurt am Main, 4. Preis
- 2001: Wohnbebauung in den Ministergärten Berlin. Ankauf
- 2001: Neubau Hochhaus Tower 24 in Frankfurt am Main. Ankauf
- 2000: Einkaufszentrum am Hirschgarten Erfurt. Ankauf
- 2000: Erweiterung und Grundinstandsetzung der Staatsbibliothek Unter den Linden Berlin. 4. Preis
- 2000: Lenné-Block B Berlin. 1. Preis
- 1999: Quartier am Salzufer Berlin. 1. Preis

## Preise und Ehrungen (Auswahl)
- 2015: Deutscher Lichtdesign-Preis, Lichtvision (Neubau Leica Camera, Wetzlar)
- 2014: Internationaler Hochhauspreis, Nominierung (Taunusturm)
- 2014: Tower 1 – Ankauf
- 2005: Velux Architekten Wettbewerb, 3. Preis (Haus Wetzstein)
- 2003: Architekturpreis – Gut bedacht – BDB/Lafarge (Haus Wetzstein)
- 2001: Förderpreis für junge Architekten BDA Hessen (Bundespräsidialamt)
- 2001: Innovationspreis Architekturkeramik (Bundespräsidialamt)
- 2000: Deutscher Architekturpreis Putz (Bundespräsidialamt)
- 1999: Deutscher Architekturpreis Beton (Bundespräsidialamt)
- 1999: Deutscher Architekturpreis, Anerkennung (Bundespräsidialamt)
- 1999: Qualitatives, preisbewusstes Bauen, Auszeichnung (Haus Barwich)
- 1996: Alter Hafen – Kulturspeicher Würzburg, 2./4. Preis